# ولشوئه
وُلشوئه (سوئدی: Vollsjö؛ ‏تلفظ سوئدی: [ˈvɔ̌l:ɧœ]) یک منطقهٔ مسکونی در سوئد است که در بخش خابو واقع شده‌است.
وُلشوئه ۰٫۹۵ کیلومتر مربع مساحت و در سرشماری سال ۲۰۱۰ میلادی، ۸۳۶ نفر جمعیت داشت.